# تشارلز جاي كوبر
تشارلز جاي كوبر (بالإنجليزية: Charles J. Cooper)‏ هو محامي أمريكي، ولد في 1955.